# 留营街道
留营街道，是中华人民共和国河北省石家庄市桥西区下辖的一个乡镇级行政单位。

## 行政区划
留营街道下辖以下地区：
东简良社区、开泰街社区、留营社区、留营乡直社区、南简良村、西简良村和石桥村。